# I. Fülöp címzetes antiochiai fejedelem
I. Fülöp (1285 körül – 1300. január 17. után), franciául: Philippe de Toucy, latinul: Philippus de Toceio, címzetes antiochiai fejedelem és tripoliszi gróf. I. Izabella örmény királynő dédunokája. A Toucy-ház tagja. Franciaországi Ágnes bizánci császárné ükunokája, valamint I. Izabella örmény királynő és I. Hetum örmény király dédunokája.

## Élete
Édesanyja I. Lúcia tripoliszi grófnő és címzetes antiochiai fejedelemnő, VI. Bohemund (1237–1275) antiochiai fejedelem és Szibilla (1240 körül–1290) örmény királyi hercegnő lánya.
Édesapja Narjot de Toucy (1250 körül–1293), Laterza ura, Durazzo főkapitánya, a Szicíliai (Nápolyi) Királyság tengernagya, idősebb Toucy Fülöpnek (1220 körül–1277), a Konstantinápolyi Latin Császárság régensének (ur.: 1245–1247) és Portia roye-i úrnőnek az elsőszülött fia.
Apja, Narjot 1293-ban meghalt, anyja nem ment többé férjhez, és Fülöp örökölte apja birtokait. Anyja 1299-ben eljegyezte II. Károly nápolyi király lányával, Eleonóra hercegnővel, de Lúcia még ugyanebben az évben, 1299. június 29-én (vagy ekörül) meghalt, fia pedig megörökölte anyjától az antiochiai fejedelmi és tripoliszi grófi címét. Fülöp herceg eljegyzését azonban 1300. január 17-én VIII. Bonifác pápa  a felek kiskorúságának indokával felbontotta. Fülöp herceget ekkor említették utoljára, további sorsáról nincs dokumentum, feltehetőleg még gyermekkorában meghalt. Menyasszonya, Eleonóra hercegnő 1303-ban feleségül ment II. Frigyes szicíliai királyhoz.
Fülöpöt az antiochiai fejedelmi és tripoliszi grófi cím birtoklásában az antiochiai hercegi ház rangidős tagja, Poitiers Margit antiochiai hercegnő (1244 körül – 1308) örökölte, aki Fülöp anyai nagyapjának, VI. Bohemund antiochiai fejedelemnek volt az elsőfokú unokatestvére.